# 新天堂樂園
《新天堂樂園》是義大利導演朱賽貝·托納多雷（Giuseppe Tornatore）所執導的一部電影，1988年首度在義大利上映。雅克·贝汉、菲利普·努瓦雷、萊奧波爾·多里雅斯特（Leopoldo Trieste）、馬哥·萊昂納迪（Marco Leonardi）和薩爾瓦多·卡西奧（Salvatore Cascio）皆在電影中演出。電影配樂則由恩尼奥·莫里科内與他的兒子安德烈·莫里科内（Andrea Morricone）所創作。

## 劇情簡介
1980年代某一天晚上，名導演沙瓦托·狄維塔（Salvatore Di Vita）在深夜回家之後，女友睏倦地告訴他媽媽打電話過來說有一個叫做艾費多（Alfredo）的人已經去世了。這個消息讓沙瓦託回憶起他從前跟艾費多許下的承諾，並決定回到30年來皆未曾謀面的家鄉－西西里島的吉安加村（Giancaldo）。而女友問他誰是艾費多，也導致沙瓦托開始回憶起他的童年時光。
大部分的故事情節發生在二戰之後，淘氣又聰穎的沙瓦托是寡婦的兒子，他的父親死於戰爭當中。當時才六歲的多多很早就意識到他喜歡電影，於是他花費了大多數的空閒時間在當地的天堂樂園戲院(Cinema Paradiso)中，與電影院的播放師艾費多建立起如同父子般的情誼，艾費多也讓多多在投影室裡看電影，最後他也教多多如何操作放映機。後來電影院發生因膠捲（因當時的底片尚使用硝化纖維製作）起火釀成大災，在危急之中，沙瓦托救了艾費多一命，但是火苗已傷到艾費多的臉，造成他終身失明。
電影院後來由一位中了足球彩券的拿玻里人承接，重新命名為新天堂樂園戲院（Nuovo Cinema Paradiso），還是小孩子的沙瓦托擔任電影放映師的工作，因為他是全鎮上唯一會播放電影的人。
情節接著跳到十多年之後，沙瓦托已經是一位高中生，他還是天堂樂園戲院的放映師。他和失明的艾費多的交情更加堅定。艾費多經常引用經典電影台詞來教導沙瓦托人生哲理，同時沙瓦托也開始練習拍攝八釐米影片，並在這個時候認識一位年紀相當的女孩艾蓮娜（Elena），她是銀行經理的女兒。雖然沙瓦托努力贏得艾蓮娜的芳心，但是卻受到女孩父親的反對。當艾蓮娜和她家人搬離之際，沙瓦托也被徵調服兵役，他嘗試寫信、打電話給她，試圖與她保持聯繫，艾蓮娜卻從此音訊全無。
沙瓦托在退伍之後，艾費多建議他永遠離開這個地方，忠告他這個城鎮太小無法實踐他的夢想，艾費多還告訴他要全神貫注於工作，捨棄鄉愁，甚至也不要寫信回來或想念他們，這就是他們之間的承諾。
最後沙瓦托違背了他對艾費多的承諾，回到家鄉參加艾費多的喪禮。經由短暫的返鄉之旅，揭開當年他與艾蓮娜的最後一夜之謎，也與鄉民一同目睹天堂樂園戲院遭到拆毀。透過艾費多的遺孀，沙瓦托收到艾費多遺留給他的兩份禮物－一堆當年被神父要求剪去的吻戲膠卷、一張當年藉以墊高身量的凳子。

## 演员
- 安东内拉·阿蒂利（英语：Antonella Attili） 饰 年轻玛丽亚（配音 王晓巍）
- 恩佐·坎纳瓦莱（英语：Enzo Cannavale） 饰 斯巴克菲克（配音 郭金非）
- 艾莎·达尼埃利（英语：Isa Danieli） 饰 安娜（配音 纪艳芳）
- 里奥·古洛塔（英语：Leo Gullotta） 饰 努奇奥（配音 赵鑫）
- 马克·莱奥纳尔迪 饰 青年多多（配音 高晗）
- 普佩拉·马乔（英语：Pupella Maggio） 饰 老年玛丽亚（配音 隋桂凤）
- 阿格妮丝·那诺（英语：Agnese Nano） 饰 艾蓮娜（配音 杨鸣）
- 莱奥波尔多·的里雅斯特 饰 阿代尔菲奥（配音 杨波）
- 萨尔瓦托雷·卡肖 饰 多多（配音 牟珈论）
- 雅克·佩林 饰 成年沙瓦托（配音 王利军）
- 菲利普·努瓦雷 饰 艾費多（配音 胡连华）

## 拍攝及上映
導演朱赛贝·托纳多雷在自己的故鄉，位於西西里島的巴蓋里亞以及臨第勒尼安海的切法盧（Cefalù）拍攝《新天堂電影院》。
在1988年，電影以《新天堂電影院》的名稱在意大利上映，當時片長為155分鐘，但是票房欠佳。次年，影片再以《天堂電影院》之名在法國、西班牙、英國、美國等地公映，片長也被縮短剩下123分鐘，卻獲得巨大迴響。導演朱賽貝·托納多雷於2002年再推出導演剪輯版，片長增加至173分鐘。

## 評價
《新天堂樂園》在網路電影資料庫中獲得8.5分的高分，名列在前100位。影評網站爛蕃茄則給予《新天堂樂園》89%（基於67則評論，平均分為8／10）的正面評價。《帝國雜誌》在2010年將本片名列在世界上100部最佳電影名單中，排名在第27位。多倫多國際影展在2010年選出影史必看100部電影，其中《新天堂樂園》名列第20位。《新天堂樂園》在《帝國雜誌》（Empire Magazine）史上500大電影名單中名列第239位。
《新天堂樂園》在許多年以來一直是許多影迷們心中的最愛電影之一，導演藉由本片重現了他兒時對電影的記憶，一個電視尚未發明的年代，全鎮居民最大的娛樂就是去鎮上的戲院看場電影。片中描寫了一位熱愛電影的小男孩和老放映師忘年之交在小鎮的成長歷程，記錄了一段逝去的電影黃金時代，以及影迷們的人生記憶和電影之間難分難捨的牽連，感人至深。本片的電影配樂也是影史經典，許多影迷都難以忘懷其標誌性的旋律。

## 風格
《新天堂樂園》被視為是「懷舊後現代主義」的經典範例之一，電影融合感傷與喜劇元素，以務實主義的風格敘述故事。它探討的問題包括青年、未來時代與對於過去反思（成年時期）。在每個場景中的影像可以說是反映了沙瓦托對於童年時期的回憶加以理想化的結果。

## 獲獎
《新天堂樂園》於1989年參加坎城影展，放映結束後觀眾起立鼓掌達15分鐘之久，並得到該屆坎城影展評審團大獎。1990年在奧斯卡金像獎也得到最佳外語片的殊榮。《新天堂樂園》也獲得英國電影和電視藝術學院5項大獎，包括最佳非英語片獎、最佳男主角獎、最佳男配角獎、最佳原創劇本獎與最佳電影配樂獎。《新天堂樂園》也是金球獎最佳外語片獎的得主。

## 外部連結
- 開眼電影網上《新天堂樂園》的資料（繁體中文）
- 豆瓣电影上《天堂电影院》的資料 （简体中文）
- 时光网上《天堂电影院》的資料（简体中文）
- AllMovie上《新天堂樂園》的资料（英文）
- 爛番茄上《新天堂樂園》的資料（英文）
- 互联网电影数据库（IMDb）上《新天堂樂園》的资料（英文）

| 獎項                    | 獎項                      | 獎項                         |
| ----------------------- | ------------------------- | ---------------------------- |
| 上一届： 《分離的世界》 | 坎城影展評審團大獎 1989年 | 下一届： 《律法》 《死之棘》 |